# Ніколо Мартіненьї
Ніколо Мартіненьї (італ. Nicolò Martinenghi, 1 серпня 1999) — італійський плавець, дворазовий бронзовий призер Олімпійських ігор 2020 року. Чемпіон світу в 2022 році, чемпіон світу та Європи на короткій воді у 2021 році.
Призер Чемпіонату Європи з водних видів спорту 2020 року.
Призер Чемпіонату Європи з плавання на короткій воді 2017 року.

## Виступи на Олімпійських іграх
| Олімпіада  | Дисципліна                          | Місце |
| ---------- | ----------------------------------- | ----- |
| Токіо 2020 | 100 м брасом                        | 3     |
| Токіо 2020 | 4x100 м комплексом                  | 3     |
| Токіо 2020 | змішана естафета 4x100 м комплексом | 4     |